# 克里基耶
克里基耶（法語：Criquiers，法語發音：[kʁikje]）是法国滨海塞纳省的一个市镇，属于迪耶普区。

## 地理
克里基耶（49°40'28"N, 1°42'21"E）面积23.55 平方千米，位于法国诺曼底大区滨海塞纳省，该省份为法国北部沿海省份，其西部及北部濒大西洋英吉利海峡，东起顺时针与索姆省、瓦兹省、厄尔省和卡爾瓦多斯省接壤。
与克里基耶接壤的市镇（或旧市镇、城区）包括：欧德里库尔、阿邦库尔、布拉尔日、拉努瓦屈耶尔、孔特维尔、加耶方丹、欧库尔、福尔默里。

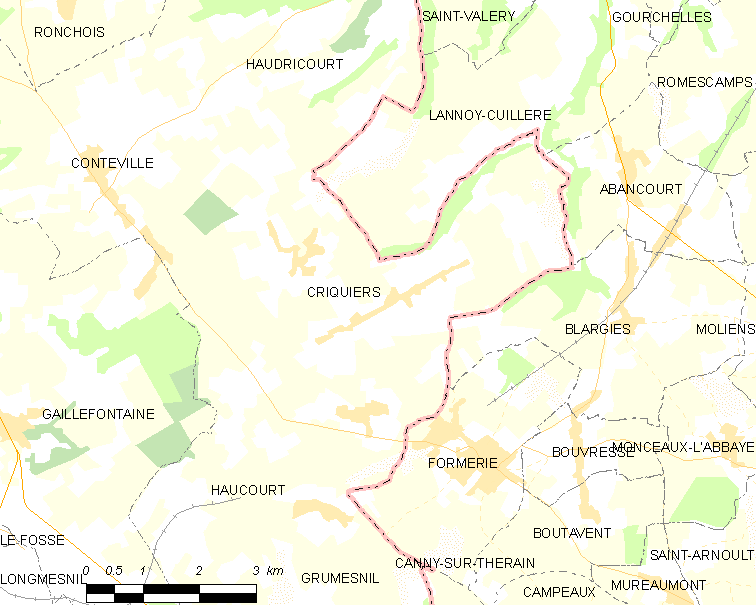
克里基耶的OSM定位图

克里基耶的时区为UTC+01:00、UTC+02:00（夏令时）。

## 行政
克里基耶的邮政编码为76390，INSEE市镇编码为76199。

## 政治
克里基耶所属的省级选区为布赖地区古尔奈县。

## 人口

1962-2008年间克里基耶人口变化图示

克里基耶于2022年1月1日时的人口数量为714人。